# Quicksand (Lied)
Quicksand ist ein Titel von David Bowie aus dem Jahr 1971, der auf dem Album Hunky Dory erschienen ist und die A-Seite des Albums abschließt. Weiterhin  erschien Quicksand auf der B-Seite der Single Rock ’n’ Roll Suicide des Nachfolgealbum The Rise and Fall of Ziggy Stardust and the Spiders from Mars (1972).

## Musik und Konzeption
Die Ballade wurde am 14. Juli 1971 aufgenommen. Die instrumentelle Konzeption fußt auf einem von Mick Ronson zusammengestellten Arrangement aus akustischen Gitarren und Streichern. Der Song repräsentiert dabei eine Mischung aus Folk, Classic und, in Andeutungen, bevorstehendem Hard Rock. Produziert wurde der Song von Ken Scott, dem an einem kraftvollen Unplugged-Song gelegen war. Ähnliches hatte er bei George Harrisons Album All Things Must Pass im Jahr zuvor erprobt.
Textlich sind buddhistische sowie okkultistische Einflüsse und Friedrich Nietzsches Übermenschdoktrin aus Also sprach Zarathustra spürbar. Dargestellt wird eine tragische „Figur,“ die jede Hoffnung in die Zukunft verloren hat und sich mit dem Tod im metaphysischen Sinne auseinandersetzt, nachdem die Verwirklichungschancen vertan sind („I'm not a prophet or a stone age man; Just a mortal with the potential of a Superman; I'm living on“). Einleitend bereits finden sich Anspielungen auf die antiken Offenbarungs- und Geheimlehren des Golden Dawn und dessen einflussreiches Mitglied Aleister Crowley („I'm closer to the Golden Dawn; Immersed in Crowley's uniform Of imagery“). Bowie selbst berichtete später in Interviews, dass er unter gehörigem Einfluss der mystischen Tradition der Kabbala und des Crowleyismus gestanden habe. Weiterhin tauchen einflussreiche Persönlichkeiten des Zweiten Weltkriegs auf, Heinrich Himmler, Winston Churchill und Joan Pujol García (letzterer unter dem Decknamen Garbo). Bowie ringt mit thelemischen Ideen gegen und für sein hergebrachtes Bewusstsein.

## Personelle Besetzung
- David Bowie – Gesang, Gitarre
- Mick Ronson – Gitarre
- Rick Wakeman – Klavier
- Trevor Bolder – E-Bass
- Mick Woodmansey – Schlagzeug

## Coverversionen
Der Song wurde von zahlreichen Interpreten gecovert, wie der Independent-Band Dinosaur Jr., Seu Jorge (im Film Die Tiefseetaucher), Seal, Robert Smith von The Cure zusammen mit Bowie, End of Fashion, Aslan, Abbeyvein, Rainbow Arabia und Züri West aus der Schweiz.